# A PFG 2013-2014
A PFG 2013-2014 este cel de-al nouăzecelea sezon al primei divizii fotbalistice din Bulgaria. Sezonul va începe pe 20 iulie 2013 și se va încheia pe 25 mai 2014.

## Echipe

### Stadioane
| Club        | Oraș         | Stadion           | Capacitate                |
| ----------- | ------------ | ----------------- | ------------------------- |
| Beroe       | Stara Zagora | Beroe             | 12.300                    |
| Botev       | Plovdiv      | Hristo Botev      | 18.000 (pe scaune 13.000) |
| Cherno More | Varna        | Ticha             | 10.000                    |
| Chernomoreț | Burgas       | Lazur             | 18.037                    |
| ȚSKA        | Sofia        | Bălgarska Armia   | 22.015 (pe scaune 8.000)  |
| Levski      | Sofia        | Georgi Asparuhov  | 29.200 (pe scaune 19.000) |
| Litex       | Loveci       | Loveci            | 8.100                     |
| Lokomotiv   | Plovdiv      | Lokomotiv         | 10.000                    |
| Lokomotiv   | Sofia        | Lokomotiv (Sofia) | 22.000 (pe scaune 6.000)  |
| Ludogoreț   | Razgrad      | Ludogoreț Arena   | 6.000                     |
| Liubimeț    | Liubimeț     | Stadionul Gradski | 5.000                     |
| Neftochimic | Burgas       | Lazur             | 18.037                    |
| Pirin       | Goțe Delcev  | Stadionul Gradski | 5.000                     |
| Slavia      | Sofia        | Ovcha Kupel       | 15.992                    |

## Echipament și personal
| Club               | Antrenor           | Căpitan           | Echipament | Sponsor            |
| ------------------ | ------------------ | ----------------- | ---------- | ------------------ |
| Beroe Stara Zagora | Petar Hubchev      | Doncho Atanasov   | Joma       | Beroe              |
| Botev Plovdiv      | Stanimir Stoilov   | Ivan Tsvetkov     | Uhlsport   | KTB AD             |
| Cherno More Varna  | Georgi Ivanov      | Georgi Iliev      | Joma       | Armeets            |
| Chernomoreț Burgas | Dimitar Dimitrov   | Vančo Trajanov    | Sportika   | Masterhaus         |
| ȚSKA Sofia         | Stoycho Mladenov   | Emil Gargorov     | Legea      | Globul             |
| Levski Sofia       | Slaviša Jokanović  | Stanislav Angelov | Puma       | VTB Bank, Mobiltel |
| Litex Loveci       | Zlatomir Zagorčić  | Nikolay Bodurov   | Adidas     | B-Connect          |
| Lokomotiv Plovdiv  | Aleksandar Stankov | Zdravko Lazarov   | Uhlsport   | —                  |
| Lokomotiv Sofia    | Emil Velev         | Jérémie Rodrigues | Joma       | Casa Boyana        |
| Ludogoreț Razgrad  | Stoycho Stoev      | Svetoslav Dyakov  | adidas     | Navibulgar         |
| Liubimeț 2007      | Veselin Velikov    | Iliyan Trifonov   | adidas     | —                  |
| Neftochimic Burgas | Anton Spasov       | Stanimir Mitev    | Krasiko    | —                  |
| Pirin Goțe Delchev | Tencho Tenev       | Petar Lazarov     | Erreà      | —                  |
| Slavia Sofia       | Asen Bukarev       | Zhivko Zhelev     | Joma       | —                  |

## Clasament
Acesta este clasamentul actualizat la data de 16 decembrie 2013.
| Poz | Echipa             | MJ | V  | E | Î  | GM | GP | G   | Pct | Promovare sau retrogradare | Rezultat direct |
| --- | ------------------ | -- | -- | - | -- | -- | -- | --- | --- | -------------------------- | --------------- |
| 1   | Litex Loveci       | 23 | 15 | 5 | 3  | 54 | 25 | +29 | 50  | Calificare în Play-Off     | RAZ 2–4 LIT     |
| 2   | Ludogoreț Razgrad  | 22 | 16 | 2 | 4  | 47 | 12 | +35 | 50  | Calificare în Play-Off     | RAZ 2–4 LIT     |
| 3   | Levski Sofia       | 23 | 13 | 4 | 6  | 43 | 20 | +23 | 43  | Calificare în Play-Off     |                 |
| 4   | CSKA Sofia         | 23 | 12 | 6 | 5  | 38 | 13 | +25 | 42  | Calificare în Play-Off     |                 |
| 5   | Lokomotiv Plovdiv  | 23 | 13 | 2 | 8  | 39 | 26 | +13 | 41  | Calificare în Play-Off     |                 |
| 6   | Cerno More Varna   | 23 | 11 | 7 | 5  | 26 | 18 | +8  | 40  | Calificare în Play-Off     |                 |
| 7   | Botev Plovdiv      | 23 | 11 | 6 | 6  | 38 | 18 | +20 | 39  | Calificare în Play-Off     |                 |
| 8   | Beroe Stara Zagora | 23 | 9  | 6 | 8  | 24 | 21 | +3  | 33  | Calificare în Play-Out     |                 |
| 9   | Slavia Sofia       | 23 | 7  | 6 | 10 | 29 | 32 | −3  | 27  | Calificare în Play-Out     |                 |
| 10  | Lokomotiv Sofia    | 23 | 7  | 4 | 12 | 23 | 40 | −17 | 25  | Calificare în Play-Out     |                 |
| 11  | Cernomoreț Burgas  | 23 | 6  | 3 | 14 | 27 | 40 | −13 | 21  | Calificare în Play-Out     |                 |
| 12  | Liubimeț           | 23 | 5  | 3 | 15 | 18 | 55 | −37 | 18  | Calificare în Play-Out     |                 |
| 13  | Neftochimic Burgas | 22 | 3  | 3 | 16 | 13 | 54 | −41 | 12  | Calificare în Play-Out     |                 |
| 14  | Pirin Goțe Delcev  | 23 | 2  | 3 | 18 | 19 | 64 | −45 | 9   | Calificare în Play-Out     |                 |

Ultima actualizare: 16 decembrie 2013
Sursa: A PFG
Reguli de clasare: 
I punctele; II întâlnirile directe; III golaverajul din întâlnirile directe; IV golurile marcate în întâlnirile directe; V golaverajul; VI goluri marcate.
POZ = Poziția în clasament; (C) = Campioană; (R) = Retrogradată; (P) = Promovată; (E) = Eliminată; (O) = Câștigătoare de play-off; (A) = Avansează în runda următoare. 
Aplicabil doar când sezonul nu este terminat: 
(Q) = Calificare în faza competiției indicată; (TQ) = Calificare în competiție, dar încă nu în faza indicată; (RQ) = Calificată în competiția de retrogradare indicată; (DQ) = Descalificată din competiție.

### Play-Off
| Poz | Echipa | MJ | V | E | Î | GM | GP | G | Pct | Promovare sau retrogradare                          |
| --- | ------ | -- | - | - | - | -- | -- | - | --- | --------------------------------------------------- |
| 1   | TBA    | 0  | 0 | 0 | 0 | 0  | 0  | 0 | 0   | Turul 2 preliminar al Ligii Campionilor 2014-15     |
| 2   | TBA    | 0  | 0 | 0 | 0 | 0  | 0  | 0 | 0   | Primul tur preliminar al UEFA Europa League 2014–15 |
| 3   | TBA    | 0  | 0 | 0 | 0 | 0  | 0  | 0 | 0   | Primul tur preliminar al UEFA Europa League 2014–15 |
| 4   | TBA    | 0  | 0 | 0 | 0 | 0  | 0  | 0 | 0   |                                                     |
| 5   | TBA    | 0  | 0 | 0 | 0 | 0  | 0  | 0 | 0   |                                                     |
| 6   | TBA    | 0  | 0 | 0 | 0 | 0  | 0  | 0 | 0   |                                                     |
| 7   | TBA    | 0  | 0 | 0 | 0 | 0  | 0  | 0 | 0   |                                                     |

Ultima actualizare: 30 iulie 2013  A PFG
Sursa: 
Reguli de clasare: 
1) puncte; 2) diferența de goluri; 3) goluri marcate.
POZ = Poziția în clasament; (C) = Campioană; (R) = Retrogradată; (P) = Promovată; (E) = Eliminată; (O) = Câștigătoare de play-off; (A) = Avansează în runda următoare. 
Aplicabil doar când sezonul nu este terminat: 
(Q) = Calificare în faza competiției indicată; (TQ) = Calificare în competiție, dar încă nu în faza indicată; (RQ) = Calificată în competiția de retrogradare indicată; (DQ) = Descalificată din competiție.

### Play-Out
| Poz | Echipa | MJ | V | E | Î | GM | GP | G | Pct | Promovare sau retrogradare            |
| --- | ------ | -- | - | - | - | -- | -- | - | --- | ------------------------------------- |
| 12  | TBA    | 0  | 0 | 0 | 0 | 0  | 0  | 0 | 0   |                                       |
| 13  | TBA    | 0  | 0 | 0 | 0 | 0  | 0  | 0 | 0   |                                       |
| 14  | TBA    | 0  | 0 | 0 | 0 | 0  | 0  | 0 | 0   |                                       |
| 15  | TBA    | 0  | 0 | 0 | 0 | 0  | 0  | 0 | 0   | Retrogradare în Liga a II-a 2014-2015 |
| 16  | TBA    | 0  | 0 | 0 | 0 | 0  | 0  | 0 | 0   | Retrogradare în Liga a II-a 2014-2015 |
| 17  | TBA    | 0  | 0 | 0 | 0 | 0  | 0  | 0 | 0   | Retrogradare în Liga a II-a 2014-2015 |
| 18  | TBA    | 0  | 0 | 0 | 0 | 0  | 0  | 0 | 0   | Retrogradare în Liga a II-a 2014-2015 |

Ultima actualizare: 30 iulie 2013  A PFG
Sursa: 
Reguli de clasare: 
1) puncte; 2) diferența de goluri; 3) goluri marcate.
POZ = Poziția în clasament; (C) = Campioană; (R) = Retrogradată; (P) = Promovată; (E) = Eliminată; (O) = Câștigătoare de play-off; (A) = Avansează în runda următoare. 
Aplicabil doar când sezonul nu este terminat: 
(Q) = Calificare în faza competiției indicată; (TQ) = Calificare în competiție, dar încă nu în faza indicată; (RQ) = Calificată în competiția de retrogradare indicată; (DQ) = Descalificată din competiție.